# Heldermann Verlag
Der Heldermann Verlag ist ein deutscher Fachverlag für wissenschaftliche Veröffentlichungen im Bereich Mathematik.
Er wurde 1978 von Norbert C. Heldermann in Berlin gegründet.
Heldermann war Professor für Mathematik an der Technischen Hochschule Ostwestfalen-Lippe
mit Sitz in Lemgo, nahe Bielefeld, wo sich jetzt auch der Verlagssitz befindet.
Zu den Grundlinien des Non-Profit-Verlags gehören nach eigener Auskunft maximale Zusammenarbeit mit den Autoren und Herausgebern,
sowie eine möglichst schlanke Unternehmensstruktur und moderate Verkaufspreise.